# Великопољски устанак (1918—1919)
Великопољски устанак 1918–1919 (пољ. powstanie wielkopolskie 1918–19 roku) или Познањски рат је био војна побуна Пољака у Великопољском региону (тадашња: пруска Познањска велика кнежевина или провинција Позен) против немачке власти. Устанак је имао значајан утицај на Версајски споразум, који је обновљеној Другој пољској републици признао простор који су освојили пољски побуњеници. Овај регион је био део Државне заједнице Пољске и Литваније пре Друге поделе 1793. године када је припојен Пруском краљевству.

## Позадина
Након Треће поделе у 1795, пољска држава је престала да постоји као независна држава. Од 1795. до почетка Првог светског рата, било је неколико неуспешних устанака у којима су Пољаци покушавали да врате независност. Након устанка 1806. године уследило је стварање Варшавског војводства, које је опстало осам година пре него што је опет подељено између Пруске и Русије. Пољаци су се суочавали са систематичном дискриминацијом и угњетавањем Пољаци који су живели у Великопољском региону били су подвргнути германизацији и конфискацијама земљишта како би се отворио пут немачкој колонизацији.
Након Првог светског рата, Четрнаест тачака председника САД-а Вилсона и идеја националног самоопредељења наишле су на противљење европских сила које су изгубиле утицај или територију, укључујући Немачку и њену доминацију над Великопољском региону. Немачки политичари потписали су примирје које је довело до прекида ватре 11. новембра 1918. године. Такође, Немачка је потписала Брест-литовски мир са бољшевичком Русијом којим је решила територијалне границе на источном фронту. Брест-литовским споразумом било је предвиђено стварање будуће пољске државе. Међутим, од датума када је примирје потписано све док Версајски споразум није у потпуности ратификован у јануару 1920, питања суверенитета и територијалних размера остала су нерешена.
Вилсонов предлог за независну Пољску у почетку није поставио границе које би се могле универзално прихватити. Велики део Пољске који је током подела припојен Пруској крајем 18. века још увек је био део уједињене Немачке на крају Првог светског рата, док је остатак пољске територије током Првог сведског рата био део Краљевства Пољске и Аустроугарске. Пољски део који се налазио у саставу Немачке обухватао је регион Великопољска, у ком је Познањ био главни град и велики индустријски центар. Већину је чинило пољско становништво (више од 60%) које се надало да ће бити враћени унутар граница нове пољске државе.

## Устанак
Крајем 1918. године Пољаци су, надајући се сувереној Пољској, почели озбиљно припремати устанак након абдикације Вилхелма II 9. новембра 1918, која је означила крај Немачке монархије и царства, и успостављање Вајмарске републике.
Устанак је избио 27. децембра 1918. године у Познању, након патриотског говора Јана Падревског, познатог пијанисте, који ће постати пољски премијер 1919. године.
Побуњеничке снаге састојале су се од припадника Пољске војне организације (ПВО), који су формирали Грађанску гарду (пољ. Straż Obywatelska), касније преименовану у Народну гарду (пољ. Straż Ludowa), у којој је било много дообровољаца, углавном ветерана из Првог светског рата. Први контингент који је заузео хотел Базар, одакле је покренут устанак, бројио је око стотинак војника из Вилдачке чете Народне гарде под командом Антонија Висоцког. Владајуће тело било је Врховни народни савет (пољ. Naczelna Rada Ludowa). У почетку, чланови Савета, укључујући капетана Станислава Тачака и генерала Јозефа Довбора-Мусницког, били су против устанка, али су се предомислили и подржали устанак 9. јануара 1919. године.
Време устанка је било повољно за побуњенике, јер је од краја 1918. до почетка 1919. године унутрашњи сукоб ослабио Немачку, а многи војници и морнари упали су у побуњеничке акције против немачке државе. Деморализована потписивањем примирја 11. новембра 1918. године, нова Немачка влада је додатно уплетена у започету Немачку револуцију.
До 15. јануара 1919. Пољаци су преузели контролу над већим делом покрајине и ангажовали се у тешким борбама са редовном немачком војском и нередовним јединицама као што је Гренчуц. Борбе су се наставиле све до објаве примирја између Антанте и Немачке 16. фебруара. Примирје се такође односило и на Великупољску, али сукоби у овом региону су се наставили до потписивања Версајског споразума 28. јуна 1919. године.
Великопољски устанак је један од два најуспешнија пољска устанка против Немачке, први је био Великопољски устанак из 1806. године који се завршио подршком Наполеонове армије на страни Пољака у борби против Пруске.
Многи побуњеници из Великопољског устанка касније су учествовали у Шлеским устанцима против Немачке владавине, од краја 1919. до краја 1921. године.

## Реакције
Устанак је имао значајан утицај на одлуке у Версају, којима је Пољска добила не само област коју су освојили побуњеници, већ и земље Пољског коридора, који су такође били део Пољско-литванске заједнице пре Прве поделе Пољске 1772, чиме је држава изашла на Балтичко море. Неки од највећих градова су: Бидгошч (нем. Bromberg), Лешно (нем. Lissa), as well as Равич (нем. Rawitsch). Нереди које је иницирала мањинска немачка популација касније су утицали на одлуку да се у Шлеској спроведе гласање да ли становништво жели да буде део Немачке или Пољске.
Немачки територијални губици након Версајског споразума подстицали су немачки реваншизам, и створили су нерешиве проблеме као што је статус Слободног града Данцига и Пољског коридора између Источне Пруске и Немачке. Решавање ових питања било је део Хитлерове политичке платформе. Током 1920-их и 1930-их, Пољска је одбила неколико немачких предлога за референдуме, трансфере становништва, пројекте аутопутева и реформи царинске уније, бојећи се евентуалног губитка територије од стране Немаца.

## Временска линија

### Почетни догађаји
- Јануар 1916.: стварање Тајног међупартијског грађанског одбора (пољ. Tajny Międzypartyjny Komitet Obywatelski), формиран од стране чланова немачког Рајштага пољске националности.
- Јул 1918.: формирана је мрежа локалних Грађанских комитета на подручју пољске територије у Пруској.
- 11. октобар 1918.: Пољске организације у Немачком царству објављују заједничке документе у којима изјављују вољу да створе независну пољску државу.
- 9. новембар 1918.: почиње Немачка револуција, која се такође десила у Великопољској. Пољаци су организовали тајне војне структуре у Познањском гарнизону, Јароћину и Иновроцлаву.
- 10. новембар 1918.: догађаји познати под именом Островска република.
- 11. новембар 1918.
  - Потписано примирје, завршетак Првог светског рата.
  - Грађанска гарда (пољ. Straż Obywatelska), преименована неколико дана касније у Народну гарду (пољ. Straż Ludowa), излази из подземља. Градоначелник Познања (Позен) Ернст Вилмс је смењен са функције. Немачке војне власти дају дозволу за функционисање Народне гарде како би очувале мир у провинцији Позен.
- 12. новембар 1918.
  - Централни грађански комитет (пољ. Naczelna Rada Ludowa)(ЦГК), ствара привремену "владу на чекању", Комисија (пољ. Komisariat): Станислав Адамски, Војцех Корфанти и Адам Пошвински.
  - Јарогнев Дрвески постаје градоначелник Познања.
- 13. новембар1918.
  - Комисија Високог народног већа позива грађане немачког дела Пољске да се смире упркос револуцији.
  - "Атентат на Градску већницу": док су доминирали немачки делегати, Извршно одељење радничког и војничког савета упало је у Познањску градску већницу, а наоружана група Пољака присилила их је да замене четворицу немачких делегата са делегатима пољске националности: Бохдан Хулевич, Мјечислав Палух, Хенрик Шњегоцки и Зигмунд Виза. Након овог догађаја, Пољаци стичу контролу над седиштем Познањског гарнизона и 5. корпуса.
- 17. новембар 1918.: Комисија ЦГК-а позива на једнократну наплату новца названу "национални порез".
- 18. новембар 1918.: избори у Повјатском народном савету и Партиционом Сејму (1399 посланика).
- 20. новембар 1918.: у експозицији Пољске владе у Варшави: придруживање Великопољске ће бити један од наших првих задатака (пољ. przyłączenie Wielkopolski będzie jednym z pierwszych naszych zadań).
- 3. децембар 1918.: Партициони Сејм у Познању почео је званичну расправу у згради "Аполо" биоскопа. Посланици су представљали све земље у Пруској подели и пољску економску емиграцију, углавном из Вестфалије.
- 5. децембар 1918.: завршетак Партиционог Сејма, који је објавио своју жељу за уједињењем са другим деловима у ренационализованој Пољској и са ЦГК-ом који званично бира своје чланове.
- 6. децембар 1918.: прва седница изабраног Централног грађанског комитета. Болеслав Крисјевич постаје председавајући. Избор извршног органа,Комисија ЦГК формирана од стране представника: Великопољске: Станислав Адамски и Владислав Сејда, Горње Шлеске: Војцех Корфанти и Јозеф Римери, Источног поморског: Стефан Лашевски, Кујавије: Адам Пошвињски.
- 11. децембар 1918.: Пољски језик и изучавање религије у Пољској враћа се у школе.
- 15. децембар 1918.: Пољска влада у Варшави прекида дипломатске односе са Немачком.

### Устанак
- 27. децембар 1918.: вече: устанак почиње пуцњавом испред полицијског штаба у Познању. Борба почиње иу другим градовима: Шамотули, Срода Вјелкополска, Пњеви, Опаленица, Бук, Тшемешно, Вжесња и Гњезно били су окупирани. Пољаци у Познању заузимају главну железничку станицу, главну пошту и део градских утврђења.
- 28. децембар 1918.
  - Пољаци у Познању заузимају Цитаделу (главно упориште), Форт Гролман и оружарницу у улици Вјелкје Гарбари
  - Комисија Централног грађанског комитета проглашава капетана Станислава Тачака за врховног команданта устаничких снага (такође је унапређен у чин мајора).
- 29. децембар 1918.: Пољаци заузимају: Грођиск Вјелкополски, Клецко, Корњик, Вјелихово, Гостињ, Витково и друге градове.
- 30. децембар 1918.
  - Неуспех мировних преговора између побуњеника и немачких власти, који одбијају преузети одговорност за непријатељства од 27. децембра.
  - У Познању Пољаци присиљавају немачки 6. гренадерски пук да напусти касарне. Након преговора, пук напушта град са својим оружјем.
  - Пољаци заузимају: Вронки, Вонгровјец, Голањч. Пољски војници заустављају немачку офанзиву ка Гњезну.
- 31. децембар 1918.
  - Пољаци заузимају: Кошћан, Оборники Вјелкополски, Остров Вјелкополски.
  - Пољске јединице под командом Павела Цимеса започињу офанзиву на Кујавију.
- 1. јануар 1919.
  - Падеревски напушта Познањ.
  - Заузимају Јароћин, Кротошин и Могилно.
- 3. јануар 1919.: да би избегао анархију у Великопољској, Одбор ЦГК-а одлучује да преузме контролу спонтаног устанка, али и одлучује да ова одлука треба да буде тајна.
- 4. јануар 1919.: Комисија ЦГК-а проглашава новог председника Познањске провинције, Војцеха Трампчинског. Немачке власти позивају на бојкот новог председника.
- 5. јануар 1919.: Пољаци су заузели: Чарнков, Јутросин, Крушвица, Накло над Нотећом, Нови Томисл, Мјејска Горка, Равич, Стшелно и Волштин.
- 6. јануар 1919.
  - Пољаци су заузели Лавица аеродром у Познању са свим неоштећеним авионима.
  - Битке код Черска и Кошћежине у Померанији.
  - Пољаци су заузели Иновроцлав.
- 7. јануар 1919.
  - Пољаци су поделили освојене земље на седам војних округа (пољ. Okręg Wojskowy).
  - Немци враћају Хођеж и Чарнков.
- 8. јануар 1919.
  - Комисија Централног грађанског комитета преузима сву цивилну и војну власт без проглашавања територијалног распона власти. Генерал Јозеф Довбор-Мусницки је проглашен за врховног команданта устаничких снага.
  - Пољаци опет заузимају Хођеж и Чарнков. Такође побеђују у бици за Слесин и заузимају Сјераков.
- 9. јануар 1919.
  - ЦГК званично објављује преузимање контроле над Великопољском. Почиње полонизација администрације, сви антипољски званичници су отпуштени. У повјатима, немачки главни административни службеници су подређени пољским чиновницима који ће у будућности преузети њихову власт.
  - Пољаци су изгубили Накло над Нотећом.
  - Пољски авијатичари бомбардовали су војни аеродром у Франкфурту на Одри
- 10. јануар 1919.: борбе на јужном фронту код Каколева, Лешна и Ридзине. Пољаци освајају Сарнову.
- 11. јануар 1919.: Немци враћају Сарнову и побеђују у бици код Збоншиња, Пољаци побеђују у бици код Шубина и заузимају Лабишин, Злотники и Жњин.
- 12. јануар 1919.: борбе код Лешна и Липна.
- 13. јануар 1919.: Немци враћају Шамоћин.
- 14. јануар 1919.: Комисија ЦГК-а се обраћа Роману Дмовском за помоћ у преговорима о прекиду ватре.
- 15. јануар 1919.: неуспели покушај Пољака да опет освоје Шамоћин.
- 17. јануар 1919.: мушкарци рођени у 1897, 1898, и 1899. позвани су и прикључени Великопољској армији.
- 20. јануар 1919.: пренос новца у банкама Немачког Рајха на другој страни линије фронта је забрањен.
- 21. јануар 1919.
  - Докази о лажним информацијама о пољским нападима на њемачке цивиле које су власти објавиле у Берлину, послати су у Париз. Истовремено, ЦГК апелује на савезнике да пошаљу војну мисију, што сугерише могућност да се Великопољска војска бори против бољшевика. Многи чланци о ситуацији у Великопољској појављују се у западним новинама.
- 22. јануар 1919.
  - Северни фронт: пољске снаге су напустиле Потулице.
  - Јужни фронт: Пољаци су победили у бици код Робачиска.
  - Јозефа Нулс је именован од Највишег савета савезничких земаља за шефа савезничке мисије у Пољској.
- 23. јануар 1919.: Пољаци су одбранили Мјејска Горка након тешке битке.
- 25. јануар 1919.
  - Пољаци су заузели Бабимост и Каргову.
  - Све комуникације између Великопољске и Немачког Рајха су прекинуте.
  - Уредбом је укинута пруску забрана пољског језика у школама.
- 26. јануар 1919.: Војници Великопољске војске са командантом Довбором-Мусницким полажу заклетву на Вилхелмовом тргу, који је преименован у Волношћи трг, у Познању.
- 28. јануар 1919.: Немачка офанзива у околини Бидгошча и Накла. Битка код Ринарзева. Немци заузимају Шубин.

- 29. јануар 1919.: Роман Дмовски држи говор пред Највишим већем савезничких земаља у којем тврди да Пољској припадају права над територијама које је Пруска добила током Пољске поделе, и оптужује Немце за дволичну политику.
- 2. фебруар 1919.: почетак пољско-немачких преговора у Берлину.
- 3. фебруар 1919.: Пољаци заустављају немачку офанзиву на северном фронту. Њихов контранапад присиљава Немца на повлачење на северној обали реке Нотеч. Пољаци су поново заузели Ринарзево и победили у бици код Кциње.
- 4. фебруар 1919.
  - Пољаци су опет заузели Шубин, тешке борбе на јужном фронту код Равича.
  - Почетак преговора Пољске владе у Варшави са Комисијом Централног грађанског комитета о представницима Великопољске у Законодавном сејму.
- 5. фебруар 1919.: Неуспех преговора у Берлину. Немачки услови су били: демобилизација Великопољске војске, признавање немачких захтева за Великопољску од стране Пољске, плаћање пољске стране за све штете настале током устанка. Упркос томе, Антанта још увек сматра да су обе стране спремне за мировне преговоре.
- 6. фебруар 1919.: завршетак разговора о представницима Пруских провинција у Законодавном сејму. Пошто су Великопољска, Кујавија, Шлеска и Померанија још увек званично биле део Рајха, да би избегли међународне последице, Пољска влада и Централни грађански комитет одлучили су да одустану од планираних избора за 126 посланичких места, дајући привремено право представљања Пруских провинција за 16 посланика Рајхштага.
- 7. фебруар 1919.
  - Тешке борбе у Колну, који је више пута заузиман од обе стране.
  - Комисија ЦГК-а унапређује 122 бивша подофицира Немачке војске у чин потпоручника.
  - Пољски шеф Јозеф Пилсудски потписује декрет којим службено дозвољава 16 посланика из Пруских провинција да учествују у Законодавном Сејму.
- 9. фебруар 1919.: Пољаци заустављају немачку офанзиву код Тшћела.
- 10. фебруар 1919.: Пољаци заустављају немачки напад код Равича.
- 11. фебруар 1919.: Комисија ЦГК-а распушта сва градска већа, одређујући 25. март као датум избора нових самоуправа.
- 12. фебруар 1919.: Немци уз помоћ оклопног воза заузимају Каргову и Бабимост, али њихова офанзива је заустављена у близини Копанице.
- 14. фебруар 1919.
  - Почетак преговора о пролонгирању прекида ватре након Првог светског рата. Немачка делегација је против прекида ватре у Великопољској, али их Француска присиљава да прихвате тај услов.
  - Немачки главни штаб је премештен у Колобжегу као део припрема за коришћење свих снага против Великопољске.
- 16. фебруар 1919.: у Триру је потписано продужење прекида ватре између Немачке и Антанте, што се такође односило и на фронт у Великопољској. Великопољска војска је призната као део савезничких снага.

### Између прекида ватре и поновног уједињења
- 18. фебруар 1919.: Упркос прекиду ватре, одвијају се борбе у близини Ринарзева. Пољаци су запленили оклопни воз.
- 9. фебруар 1919.: Добровољачка чета великопољских војника одлази у Малопољску да се бори против Украјинаца.
- 20. март 1919.: укинута посебна накнада за немачке службенике који раде у источним провинцијама, а која је имала за циљ да стимулише немачку колонизацију пољских територија које су припале Пруској током подела.
- 23. март 1919.: Пољаци су победили на изборима за Градско веће у Познању.
- 24. март 1919.: Комисија ЦГК-а тражи од Пољске владе у Варшави да створи одвојену администрацију за бивше пруске провинције, јер је далеко развијенија од остатка земље. Игнаци Падеревски присиљава владу да остави сву власт у рукама ЦГК-а у тим земљама до коначног признања пољско-немачке границе а и у будућем стварању аутономије тих земаља (након што је аутономију добила само Горња Шлеска). ЦГК је мобилисао мушкарце рођене 1891, 1892, 1893, 1894. и 1901.
- 5. април 1919.: Законодавни сејм најављује ванредне изборе за нових 42 посланика у бившој провинцији Позен.
- 9. април 1919.: Комисија ЦГК-а уводи 8-часовно радно време у индустрији и трговини.
- 10. април 1919.: Комисија ЦГК-а уклања све знакове на немачком језику из канцеларија и железничких станица и мења све немачке називе улица. Казна за кршење овог закона била је две године затвора и 10.000 пољских марака.
- 16. април 1919.: Централни грађански комитет одлучује да ће 3. мај бити национални празник.
- 7. мај 1919.: отворен је Универзитет у Познању.
- 15. мај 1919.: Пољски језик је постао једини службени језик. Немачки језик се још увек користио у Судству до 1920. године, због недеостатка службеника који говоре пољским језиком.
- 25. мај 1919.: Великопољска армија подређена је штабу Пољске војске, али задржава своју одвојену организацију.
- 30. мај 1919.: Народна гарда се трансформише у Националну одбрану (пољ. Obrona Krajowa).
- 1. јун 1919.: ванредни избори за посланике у Законодавном сејму.
- 6. јун 1919.
  - Немири код Бидгошча.
  - Растућа претња немачке офанзиве приморава Комисију ЦГК-а да уведе ванредно стање у свим земљама под својом јурисдикцијом, и у појасу од 20 км од линије фронта уводи ванредно стање. Неколико дана касније, ЦГК најављује смртну казну због поступања против Великопољске војске или у интересу Немачке војске.
- 18. јун 1919.: Немири код Ринарзева.
- 28. јун 1919.: Версајски споразум даје скоро сву Великопољску Пољској.
- 1. јул 1919.
  - Комисија ЦГК-а уклања царинску границу са бившом Пољском краљевином.
  - Артиљеријска ватра на фронту.
- 9. јул 1919.: изван појаса од 20 км у близини фронта, ванредно стање се укида.
- 10. јун 1919.: преговори Пољске владе са целом Комисијом грађанског комитета о будућој политици у бившем пруском делу Пољске (пољ. Były Zabór Pruski). Донета је одлука да се оснује Министарство за бивше Пруске провинције (пољ. Ministerstwo Byłej Dzielnicy Pruskiej).
- 1. август 1919.: Законодавни сејм је гласао о резолуцији о "Привременој организацији владе у бившим Пруским провинцијама" (пољ. O tymczasowej organizacji zarządu byłej dzielnicy pruskiej), стварање Министарства за бивше Пруске провинције и план постепеног уједињења Великопољске са остатком земље.
- 12. август 1919.: Владислав Сејда постаје први министар за бивше Пруске провинције.
- 19. август 1919.: ЦГК је распуштен.
- 28. август 1919.: Врховна команда Пољске војске издаје дневну наредбу бр. 216 у којој се Великопољска војска спаја са Пољском војском, а њен штаб се претвара у штаб 7. корпуса.
- 6. новембар 1919.: Комисија ЦГК је распуштена.
- 10. јануар 1920.: ратификација Версајског споразума, према којој би пољске снаге у Великопољској требало да преузму контролу над малим деловима територије Великопољске који су и даље били под немачком контролом и Источној Померанији.
- 13. јануар 1920.: Главни штаб Великопољске издаје наредбе за припрему имплементације Версајског споразума.
- 17. јануар 1920.: почетак окупације преосталих територија које су држали Немци а које су додељене Пољској по Версајском уговору.
- 8. март 1920.: Великопољски фронт је распуштен.

### Епилог
- 24. март 2005.: последњи преживели пољски борац у устанку, поручник Јан Рзепа, умро је у 106 години живота.